# Франсоа Грималди
Франсоа (Франческо) Грималди „Хитрият“ (на френски: François Grimaldi dit « le Rusé », на италиански: Francesco Grimaldi, detto il Malizia; XIII век, Генуа, Генуезка република; † 1309, Вентимиля) е генуезки водач на гвелфите, който превзема Скалата на Монако в нощта на 8 януари 1297 г., ставайки така първият господар на Монако (макар че официално не е такъв). 

## Произход
Той е син на Гулиелмо Грималди, генуезки благородник, и на съпругата му Джакобина или Джакоба.

## Превземане на Монако
Превземането на Монако става по време на дълъг конфликт в Средновековна Италия между гвелфите и гибелините. Членовете на гвелфите и гибелините са от две противоположни фракции в германската и италианската политика през Средновековието, което предизвика конфликт, който продължава векове и допринася за хронични борби в градовете на Северна Италия през XIII и XIV век. Дом Грималди е една от най-влиятелните и могъщи семейства в Генуа, верен на папата, срещу гибелинската подкрепа за императора на Свещената Римска империя. 
През 1295 г. силите на гвелфите от Лигурия, водени от Франческо Грималди, са разбити от успешното настъпление на гибелинската армия и са принудени да намерят убежище на Скалата на Монако. Нападението кулминира две години по-късно на 8 януари 1297 г., когато Франческо, облечен като францискански монах, води малък контингент и е посрещнат пред портите на замъка на Монако от последователи, като превзема замъка на своя братовчед Раниери I, господар на Кан сюр Мер. Събитието е отбелязано на герба на Монако с представени двама монаси, размахващи мечове, с мотото Deo Juvante („С Божията помощ“).
Цитаделата на Монако е държана в продължение на четири години, докато крепостта на гибелините е компрометирана с течение на времето при продължителна генуезка атака. По този начин Франческо не успява да установи управлението на Грималди над Монако в този случай, но това е първият опит да го направи. Впоследствие сем. Грималди решава да си върне територията поради изгодния й потенциал като база за морския търговски бизнес, отговорен за богатството на семейството през поколенията. 
След смъртта му през 1309 г. той е наследен от своя братовчед (и доведен син) Раниери I, господар на Кан сюр Мер. Потомците на братовчед му, сем. Грималди, управляват Монако и днес. Повече от сто години след преврата Грималди купуват Монако от Арагонската корона през 1419 г. и стават официални и безспорни владетели на Скалата на Монако. Тримата сина на Раниери I – Амброаз, Антоан и Жан купуват Монако на името на Грималди от тогавашния му собственик кралица Йоланда Арагонска.

## Брак и потомство
∞ 1295 за Аурелия дел Карето (* 1254, Финале; † 1307, Генуа), дъщеря на Джакомо дел Карето, маркиз на Финале и Ноли, маркиз на Новело, на Монкиеро и на Лекуио, маркграф на Саличето (1251), и на съпругата му Катерина да Марано, както и вдовица на неговия братовчед Ланфранко Грималди, от която няма деца, т.е. съвременните Грималди не са потомци на Франческо.